# Knoelle clara
Genre
Espèce
Synonymes
- Lycosa clara L. Koch, 1877

Knoelle clara, unique représentant du genre Knoelle, est une espèce d'araignées aranéomorphes de la famille des Lycosidae.

## Distribution
Cette espèce est endémique d'Australie.

## Publications originales
- Koch, 1877 : Die Arachniden Australiens. Nürnberg, vol. 1, p. 889-968 (texte intégral).
- Framenau, 2006 : Knoelle, a new monotypic wolf spider genus from Australia (Araneae: Lycosidae). Zootaxa, no 1281, p. 55-67.